# Tsuzuki Ryōta
Tsuzuki Ryota (sinh ngày 18 tháng 4 năm 1978) là một cầu thủ bóng đá người Nhật Bản.

## Đội tuyển bóng đá quốc gia Nhật Bản
Tsuzuki Ryota thi đấu cho đội tuyển bóng đá quốc gia Nhật Bản từ năm 2001 đến 2009.

## Thống kê sự nghiệp
| Đội tuyển bóng đá Nhật Bản | Đội tuyển bóng đá Nhật Bản | Đội tuyển bóng đá Nhật Bản |
| Năm                        | Trận                       | Bàn                        |
| -------------------------- | -------------------------- | -------------------------- |
| 2001                       | 2                          | 0                          |
| 2002                       | 0                          | 0                          |
| 2003                       | 0                          | 0                          |
| 2004                       | 1                          | 0                          |
| 2005                       | 0                          | 0                          |
| 2006                       | 0                          | 0                          |
| 2007                       | 0                          | 0                          |
| 2008                       | 0                          | 0                          |
| 2009                       | 3                          | 0                          |
| Tổng cộng                  | 6                          | 0                          |